# Leptipsius brevicornis
Leptipsius brevicornis es una especie de coleóptero de la familia Monotomidae.

## Distribución geográfica
Habita en Panamá.